# Platythyrea tricuspidata
Platythyrea tricuspidata är en myrart som beskrevs av Carlo Emery 1900. Platythyrea tricuspidata ingår i släktet Platythyrea och familjen myror. Inga underarter finns listade i Catalogue of Life.